# Автомагістралі Квебеку
Автомагістра́лі Квебе́ку — система швидкісних доріг у провінції Квебек (Канада), що функціонує за тими ж принципами, що і автомагістралі 400-ї серії в Онтаріо та Interstate Highway System в США.
| Автошлях | Це незавершена стаття про транспорт. Ви можете допомогти проєкту, виправивши або дописавши її. |